# Sierra Maestra

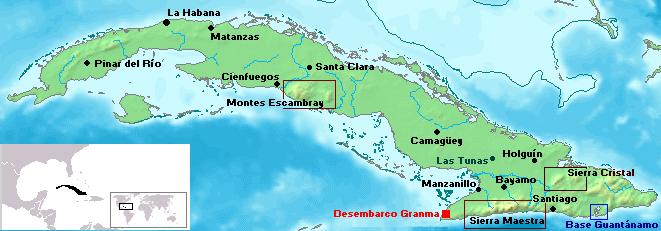
Mapa de Cuba.

La Sierra Maestra es una cadena montañosa en la región suroriental de Cuba, principalmente en las provincias de Granma y Santiago de Cuba. Su punto más alto es el Pico Turquino con 1.974 m s. n. m..

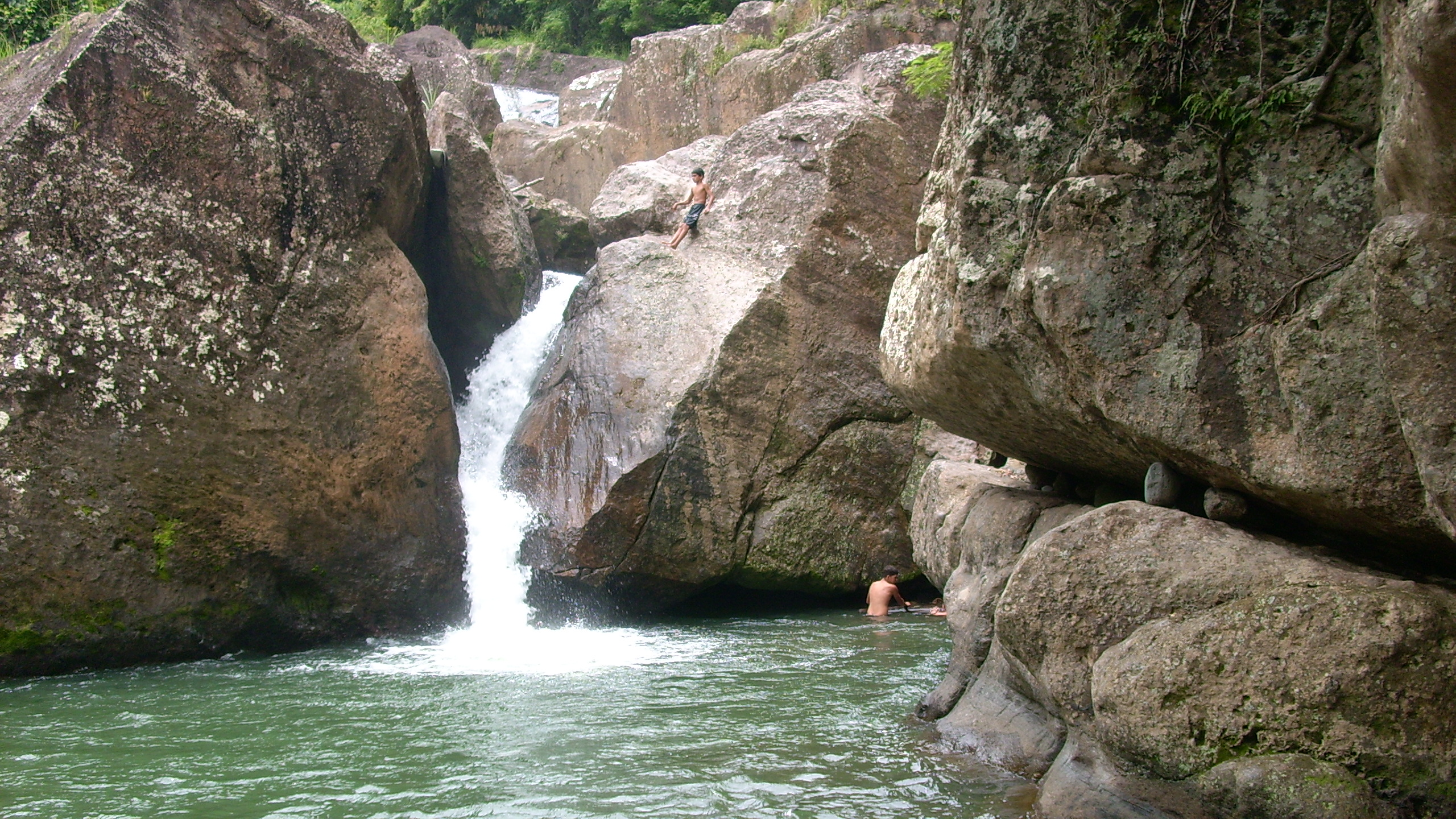
Cascada en río Brazo de Buey, Sierra Maestra.

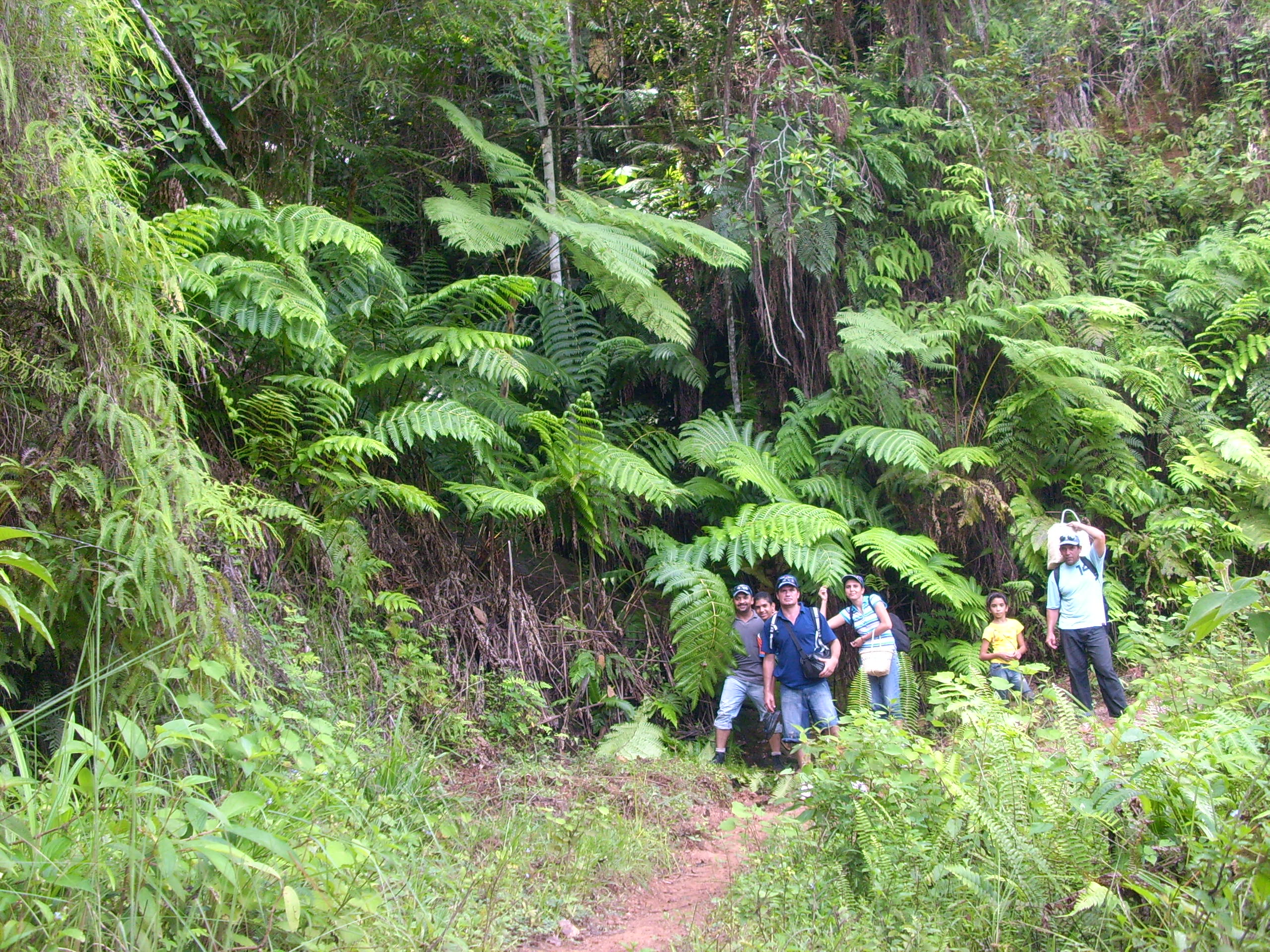
Los helechos arborescentes abundan en este territorio: Compárese la altura de estos con la estatura de las personas en la imagen.

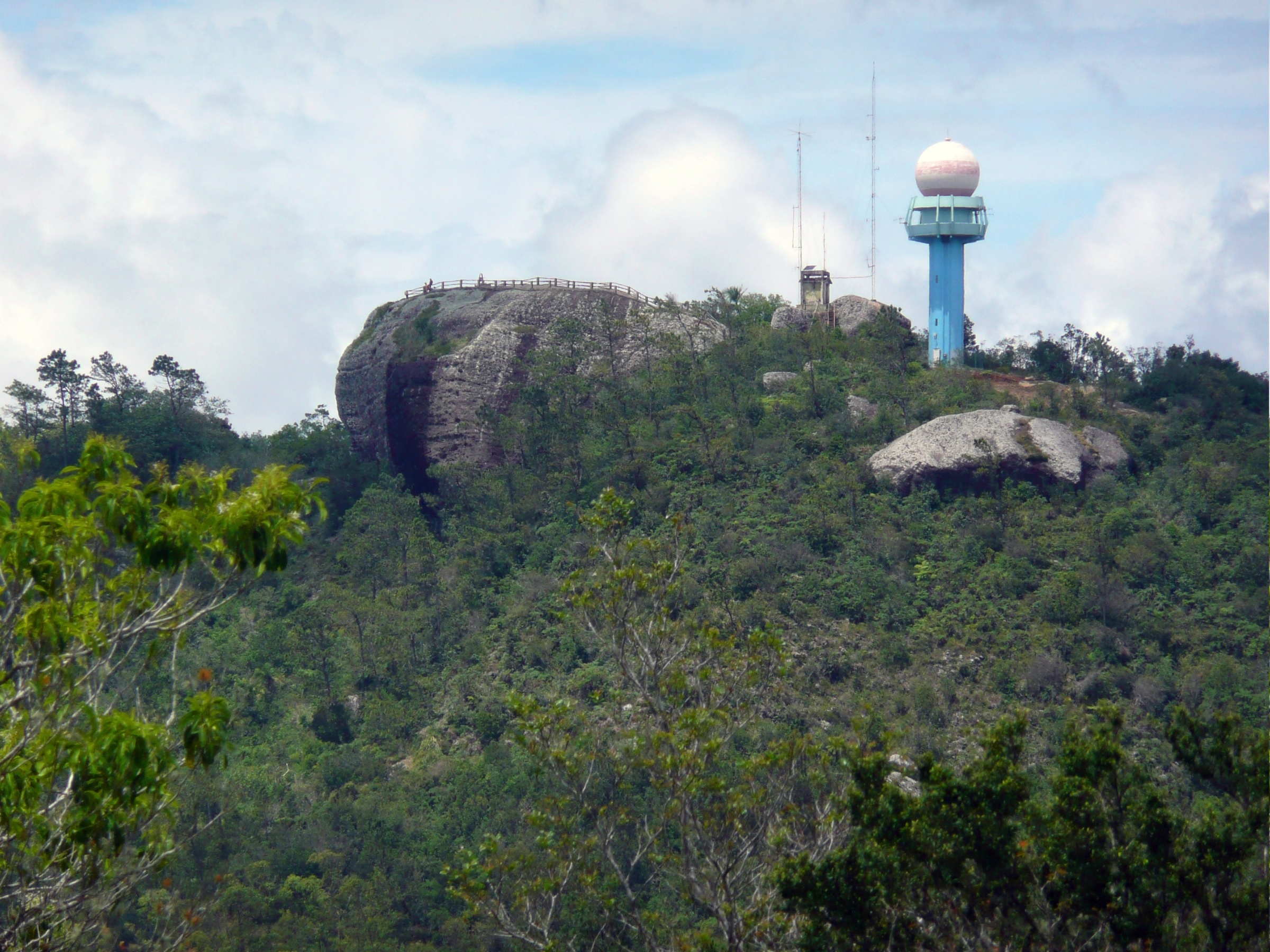
La Gran Piedra en la Sierra Maestra.

Esta sierra constituye la mayor cordillera del país con forma de un verde bastión que bordea la costa sur oriental de Cuba desde Cabo Cruz hasta la Bahía de Guantánamo, tiene alrededor de 250 km de largo por 35 de ancho. Su altura media está entre los 300 y 1500 m s. n. m., también el Pico Cuba se destaca por su altura con 1872 m y el Pico Suecia con 1734 m s. n. m.
La Sierra Maestra es uno de los escenarios naturales más importantes de toda Cuba. En ella se encuentran reservas naturales como el Parque Pico Turquino, Parque Desembarco del Granma, Parque Santo Domingo-la Sierrita, Parque Marea del Portillo. Todo esto convierte a la Sierra Maestra en un gran destino ecoturístico en Cuba. En 1980 una parte fue declarada parque nacional.

## Valor natural
Entre los atractivos naturales de Sierra Maestra se encuentra la Gran Piedra, una roca de 70 000 toneladas ubicada a 1225 metros de altura. Se trata de la tercera roca más grande del mundo y se encuentra registrada en el Libro Guinness de los Récords.

## Ornitología
Cuba informó llamadas para la extinción del pájaro carpintero de pico de marfil, pero en 1998 no se pudo confirmar la extinción. La Sierra Maestra sigue siendo el hábitat con mayor probabilidad de contener la población de la especie.

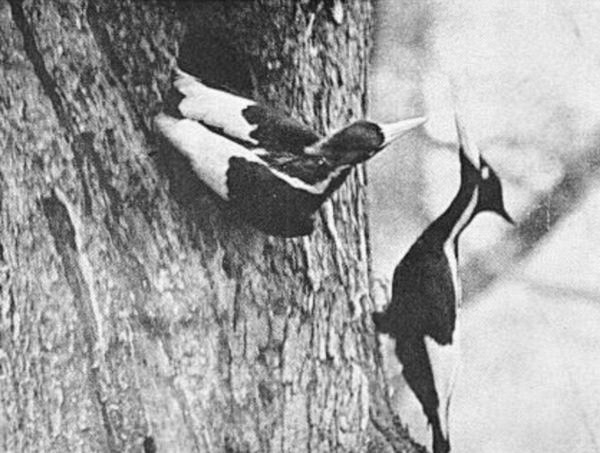
Pájaros carpinteros de pico de marfil, Arthur A. Allen (abril de 1935)

La cordillera es también el lugar de invernada para las migraciones de aves y el hábitat del zorzal de Bicknell (Zordo de Bicknell).

## Historia
La Sierra Maestra en la década de 1950, tuvo un gran reconocimiento nacional e internacional por ser el asentamiento para los guerrilleros de la revolución cubana, también por el manifiesto de la Sierra Maestra, documento firmado por Fidel Castro, Felipe Pazos y Raúl Chibás.